# Anto Drobnjak
Anto Drobnjak, črnogorski nogometaš in trener, * 21. september 1968, Bijelo Polje.
Za srbsko reprezentanco je odigral 7 uradnih tekem in dosegel štiri gole.